# هریس کولکلوگ
هریس کولکلوگ (به انگلیسی: Harry Colclough) زادهٔ ۱۸۸۸ بازیکن فوتبال اهل انگلستان بود که سابقهٔ بازی در تیم ملی فوتبال انگلستان را در کارنامهٔ خود دارد. وی در تاریخ ۱۶ مارس ۱۹۱۴ تنها بازی ملی خود را در مقابل تیم ملی فوتبال ولز انجام داد.